# Vale tudo

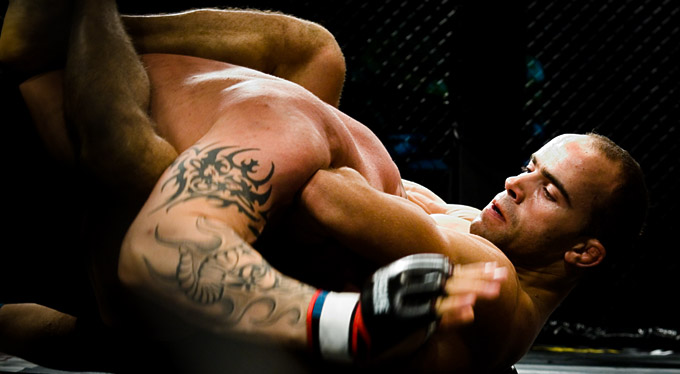
Vale tudo

Vale tudo är portugisiska och betyder "allt går" och används för att beskriva tävlingar där utövare av olika kampsporter möts med minimala regler. Vale tudo blev först populärt i Brasilien och spreds sedan över världen och betraktas som en mer brutal version än samtida tävlingar som UFC, Pride Fighting Championships och Pancrase. Sedan populariteten av vale tudon ökade och den började spridas (med början 1993 i USA, med UFC) har den snabbt utvecklats bort från matcher där mer tekniska tävlande som Rickson Gracie och hans bror Royce (vilka tidigt nådde stora framgångar) besegrade motståndare som mest använde sig av råstyrka och inte var speciellt tekniskt avancerade. Idag har den tekniska nivån på matcherna höjts och fighters tränar och plockar komponenter från flera olika kampsporter.